# 鬼森林
《鬼森林》（英語：The Woods）是一部2006年美國超自然恐怖片，由拉奇·馬基執導，安尼斯·布魯克納、派翠西娅·克拉克森、瑞秋·尼科尔斯、勞倫·柏凱爾和布魯斯·坎貝爾主演。故事發生在1965年，講述了一個任性的少女被送到新英格蘭的一所女子私立高中，這所學校的教職工、过往的歷史和周圍的森林隐藏着不祥的秘密。

## 剧情
1965年，在烧毁院子里的一棵树后，叛逆的少女希瑟·法苏洛（安尼斯·布魯克納饰）被她疏远的母亲艾丽斯·法苏洛和疏忽的父亲乔·法苏洛（布魯斯·坎貝爾饰）送到森林中的寄宿学校法尔本学院。尽管希瑟的父亲经济状况不佳，但特拉弗斯校长（派翠西娅·克拉克森饰）还是接受了她。寄人篱下的希瑟与马西·特纳成为亲密的朋友，而她们都被同学萨曼莎·怀斯（瑞秋·尼科尔斯饰）霸凌。夜里，希瑟做了一个噩梦，梦见一个叫安的学生，浑身是血，并听到似乎来自树林的声音。第二天，马西告诉希瑟，安在试图自杀后被送往精神病院，而且她浑身是血。
在马西的帮助下，希瑟最终学会了适应这所新学校，甚至有时会感觉到乐趣。特拉弗斯校长对希瑟进行了特殊的测试，看她是否有“天赋”，并告诉她这都是要看她有没有资格拿到学院的奖学金。女孩们告诉希瑟一个关于法尔本历史的诡异故事，说有三个年轻的红发姐妹，她们来到学校后变成了女巫，在离开前杀死了女校长，最后去了森林里。与此同时，萨曼莎继续霸凌希瑟，希瑟开始鄙视她并进行反击。安从精神病院回来，有一天，希瑟发现她在床上摇晃。安透露，她害怕自己会被女巫带走。她说她很冷，于是希瑟爬上树干，想要关上安的床头的窗户。一股低沉的雾气冲进房间，把希瑟打倒在地，扭伤了脚踝，她被带到了医务室。第二天，希瑟发现安的床是空的，她的位置上满是枯叶。她听到校长就安的失踪向警察撒谎，说她有人照顾着。
这使她产生了怀疑，她与马西谈及此事，但马西的行为很奇怪，而且被一个老师盯上了。不久之后，希瑟发现马西的床是空的，上面铺满了树叶。后来，她在树林里遇到了萨曼莎，萨曼莎透露她其实一直想用她的反常行为来保护希瑟。她告诉希瑟，学校是由一个女巫团领导的，她们想把所有的女孩带走。萨曼莎解释说，她已经打电话给希瑟的父亲，让他帮助她逃跑，而且不要喝牛奶，里面有毒药。两个女孩都被老师抓住了，她很快把萨曼莎带走了。后来，人们发现萨曼莎用床单吊死在食堂。当一名警察来调查时，希瑟告诉他学生失踪的消息。警察与校长对质，但她声称女孩们逃跑了。另一位老师“带领”警察进入森林寻找女孩，在那里他被一棵树上活的藤蔓杀死。
希瑟的父母来接她回家，回家的路上，他们的车被神秘地翻转，希瑟晕了过去。艾丽斯被一条活的藤蔓拖出车外，挣扎中踢中了乔的头，把他踢晕了。希瑟和乔在附近的一家医院醒来。父女俩刚碰到彼此，特拉弗斯校长就让人把希瑟拖走，然后割开自己的手，把她的黑血强行灌入乔的嘴里，使他进入紧张状态。希瑟在绝望中回到学校。她当晚喝了牛奶，但后来又吐了出来，发现牛奶里有树皮。回到医院后，乔醒了过来，吐出了特拉弗斯校长的黑血，里面有树枝。他很快就逃了出来，去找希瑟。那天晚上，希瑟又开始听到声音，当她试图离开时，一条活的藤蔓抓住了她。
当她醒来时，她被藤蔓包裹在一个大雾弥漫的房间里，旁边是安和马西，她们也被囚禁了。所有的老师都出现了，并表明自己的女巫身份。特拉弗斯校长是她们的领袖，她解释说，这些年来她们的灵魂一直被困在树林里，她们需要附身在年轻女性的身体里，才能摆脱囚禁。希瑟是她计划的核心，因为她在有“天赋”的学生中拥有最强大的力量。希瑟被迫完成仪式，藤蔓开始将学校里的所有女孩变成干尸。但在仪式完成之前，乔拿着一把斧头闯入房间，开始杀死女巫们。希瑟挣脱了藤蔓的束缚，抓住斧头，将所有的女巫砍成碎片。然后，希瑟和乔带着所有的女孩离开，走在路上，学校在他们身后的远处燃烧着。
电影的结尾说，1965年秋天，法尔本學院付之一炬，學校周圍的樹木為何完好如初，原因至今成謎。